# Аеродром Напуљ
Аеродром „Уго Нијута” Напуљ-Каподићино (итал. Aeroporto di Napoli-Capodichino „Ugo Niutta”) је ваздушна лука великог италијанског града Напуља, главног града покрајине Кампаније. Аеродром је смештен 6 km северно од града, код предграђа Каподићино. 
Напуљска ваздушна лука је последњих година једна од најпрометнијих у Италији. 2022. године промет путника је био близу 11 милиона.
Аеродром је авио-чвориште за нискотарифне авиопревознике: „Изиџет”, „Рајанер”, „Визер” и „Волотеу”. 